# Serge Baguet
Pour les articles homonymes, voir Baguet.
Serge Baguet, né le 18 août 1969 à Opbrakel (Belgique) et mort à Hautem-Saint-Liévin le 9 février 2017, est un coureur cycliste belge.
Professionnel de 1991 à 1996, puis de 2000 à 2007, il a notamment été Champion de Belgique sur route en 2005 et vainqueur d'étape du Tour de France en 2001.

## Biographie
Serge Baguet est le fils de Roger Baguet, cycliste professionnel durant les années 1960.
Serge Baguet commence sa carrière professionnelle en 1991, au sein de l'équipe Lotto. Au cours des cinq ans passés dans cette équipe, il remporte notamment des étapes du Tour de Grande-Bretagne et du Tour du Limousin, prend la deuxième place du Grand Prix de Plouay en 1992, et participe à son premier Tour de France en 1993. En 1996, il descend dans l'équipe de deuxième division Vlaanderen 2002, puis met une première fois un terme à sa carrière à l'issue de cette année, « se disant démotivé, accumulant quelques kilos de trop. »
Devenu couvreur, il est convaincu par Joseph Braeckevelt de revenir au cyclisme et est réengagé par Lotto en 2000. Il dispute à nouveau le Tour de France cette année-là. En 2001, il en remporte une étape à Montluçon, gagne également la Course des raisins et prend la troisième place de l'Amstel Gold Race. En 2005, il est champion de Belgique, à Saint-Hubert.
En 2006, il rejoint l'équipe Quick Step-Innergetic. Diminué par des « problèmes de dos », il arrête sa carrière fin 2007.
Il meurt des suites d'un cancer le 9 février 2017 à Hautem-Saint-Liévin,.

## Palmarès

### Palmarès amateur
- 1986
  - 2e du championnat de Belgique sur route débutants
- 1987
  - Une étape des Tre Ciclistica Bresciana
- 1988
  - 2e du championnat de Belgique sur route militaires
- 1989
  - Bruxelles-Opwijk
  - 2e de la Flèche flamande
- 1990
  - 4e étape du Grand Prix Guillaume Tell
  - Triptyque ardennais :
    - Classement général
    - 1re, 2e, 3ea (contre-la-montre) et 3eb étapes

  - 2e de Seraing-Aix-Seraing
  - 3e de la Flèche flamande

### Palmarès professionnel
- 1991
  - Tour du Nord-Ouest de la Suisse
  - 2e de la Prueba Villafranca de Ordizia
- 1992
  - 2e étape du Tour du Limousin
  - 2e de Cholet-Pays de Loire
  - 2e du Grand Prix de Plouay
  - 3e du Tour du Limousin
- 1993
  - 2e étape du Tour de Grande-Bretagne
  - 10e de la Flèche wallonne
- 1994
  - Stadsprijs Geraardsbergen
  - Clásica de Sabiñánigo
- 2000
  - Stadsprijs Geraardsbergen
  - 3e du Grand Prix de la ville de Zottegem
- 2001
  - Course des raisins
  - 17e étape du Tour de France
  - 2e de la Coppa Sabatini
  - 3e de l'Amstel Gold Race
  - 5e de la Classique de Saint-Sébastien
- 2002
  - 2e de Kuurne-Bruxelles-Kuurne
  - 2e du Stadsprijs Geraardsbergen
  - 3e du Trofeo Laigueglia
  - 3e du Grand Prix Pino Cerami
- 2004
  - 2e du Grand Prix de Plouay
- 2005
  -  Champion de Belgique sur route
  - 2e et 3e étapes du Tour d'Andalousie

## Résultats sur les grands tours

### Tour de France
5 participations
- 1993 : 110e
- 2000 : 121e
- 2001 : 85e, vainqueur de la 17e étape
- 2002 : 105e
- 2003 : 86e

### Tour d'Italie
1 participation
- 2006 : abandon (17e étape)